# Vollfarbkopie
Die Vollfarbkopie ist eine Fotokopie, die mit den vier Grundfarben Cyan, Magenta, Yellow und Schwarz (Tiefe) erstellt wird und somit beispielsweise zur Vervielfältigung von Farbfotos geeignet ist. Ende der 1980er Jahre waren auch fotografische Vollfarbkopiergeräte üblich, die die Vorlage auf Farb-Fotopapier reproduzierten. Der Begriff Vollfarbkopie unterschied in den 1980er und 1990er Jahren diese Geräte von Fotokopiergeräten, die neben dem schwarzen Toner über eine oder mehrere Schmuckfarben (wie Grün oder Braun) verfügten und somit derart farbige Kopien herstellen konnten, sich jedoch nicht zum Kopieren von Farbvorlagen eigneten – sie wurden einfach als Farbkopierer oder auch als Schmuckfarbkopierer bezeichnet.
Vollfarbkopierverfahren wurden ursprünglich unterteilt in analoge und digitale Verfahren. Zu den analogen Verfahren zählten fotografische Verfahren (unterteilt in Silber-Farbbleichverfahren und Chromogenverfahren; Ausgabe bei beiden auf Fotopapier; wie Farbfotos – daher nur einseitig), das Cycolor-Verfahren (ein spezielles Verfahren, das von einer mit sog. Cyliths bedeckten Transferfolie die vier Grundfarben übertrug) und analoge elektrofotografische Verfahren (das Prinzip der klassischen Fotokopie). Die analogen Verfahren sind heute kaum mehr anzutreffen. Zu den digitalen Verfahren zählen digitale elektrofotografische Verfahren und Inkjet-Verfahren sowie Thermotransferverfahren (seltener anzutreffen).
Die ersten digitalen Vollfarbkopiergeräte (um 1990) waren geschlossene Systeme: Scanner- und Druckerteil waren in einem Gehäuse vereint und nicht extern ansteuerbar. Heutige Geräte erlauben durch Schnittstellen (= Stecker) die Verwendung dieser Geräte als Scanner und Drucker (an einen PC oder ein Netzwerk angeschlossen) oder die Verwendung zum direkten Kopieren wie ein übliches Fotokopiergerät.
Spezielle Geräte erlauben die vollfarbige Großformatkopie (erstes Gerät um 1990: Canon Bubblejet A1 Copier).